# 静神社 (京丹後市)
静神社（しずかじんじゃ）は京都府京丹後市網野町にある神社である。
主祭神は静御前（しずかごぜん）。

## 起源と歴史
源義経の愛妾であった静御前を祀っている。

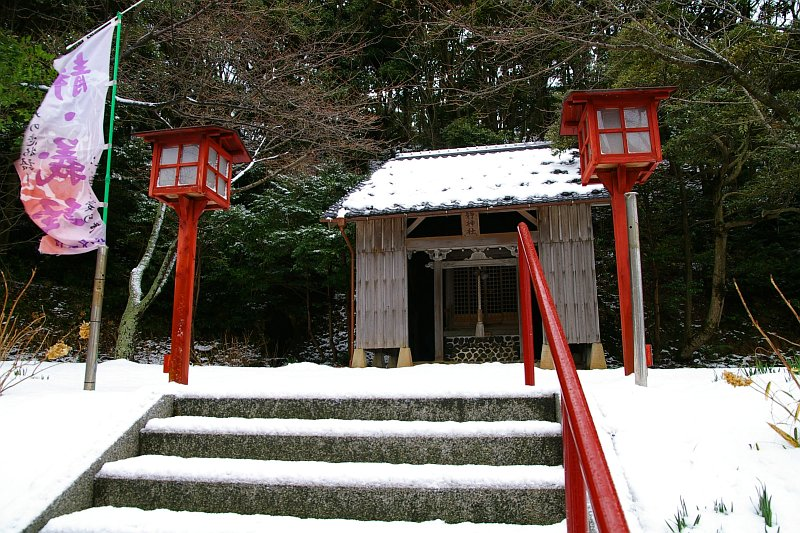
静神社 本殿

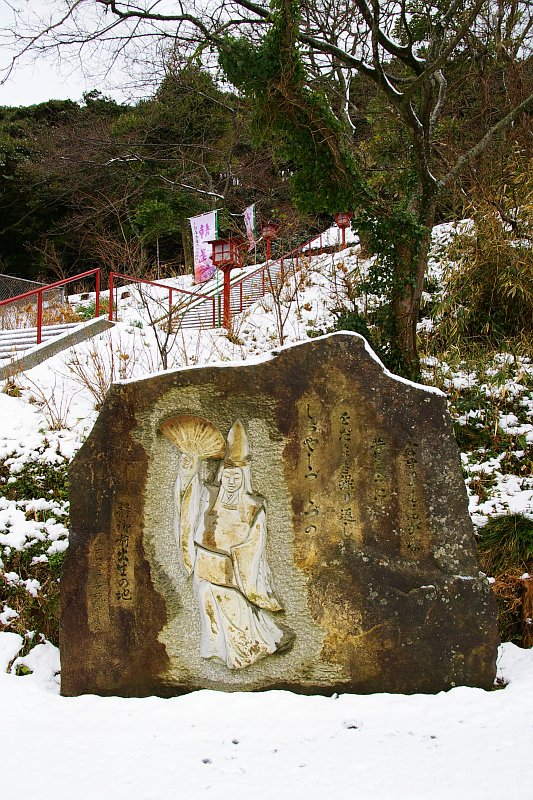
静神社と石碑

1782年に火災で焼失したため、元の場所より200m西に再建されたのが現在の静神社であると言われている。東側近くには、静御前の生誕の地とされる場所に石碑や説明版がある。

## 所在地
京都府京丹後市網野町磯

## 交通機関
京都丹後鉄道宮豊線 網野駅からタクシー10分